# Szatmári római katolikus egyházmegye
A Szatmári római katolikus egyházmegye (latinul: Dioecesis Satmariensis) a romániai katolikus egyház Szatmár és Máramaros megyéket felölelő egyházmegyéje. Az Egri egyházmegyéből 1804-ben kiszakított és önállósított Szatmári egyházmegye Romániához került részeit tömöríti. Eredetileg Szatmár és Máramaros vármegyék mellett Ung, Ugocsa és Bereg vármegyét is magába foglalta, továbbá néhány Szabolcs vármegyei községet is.
Jelenleg 48 plébánia tartozik hozzá, amelyek három főesperességet (ezeken belül összesen hét esperesi kerületet) alkotnak, és összesen 90 000, zömmel magyar ajkú hívet szolgálnak. Jelenlegi megyés püspöke Schönberger Jenő.

## Történelem

### Alapítás
A Szatmárnémeti római katolikus egyházmegyét 1804. március 23-án alapította II. Ferenc osztrák császár és magyar apostoli király, a Kassai egyházmegyével egy időben, az Egri egyházmegyéről való leválasztással, anélkül, hogy erről az akkori pápát, VII. Piuszt értesítette volna. Az egyházmegye megalapítását szentesítő pápai bulla éppen ezért szinte fél évvel később, 1804. augusztus 9-én kelt (a kassai egyházmegyét létrehozó bulla pedig a rákövetkező napon, augusztus 10-én). A két egyházmegye kiszakítását az egri egyházmegye túlnépesedése indokolta. A császár és magyar király ezért az egri egyházmegyét érseki főegyházmegyévé emelte, alárendelve neki a belőle kiszakított egyházmegyéket.
Megalakulásakor az egyházmegye 24 815 négyzetkilométer területű volt, magába foglalta Szatmár, Máramaros, Ugocsa, Bereg és Ung vármegyék plébániáit. Székhelye már ekkor is Szatmárnémeti volt, első püspöke pedig Fischer István lett. 60 plébánia tartozott az egyházmegyéhez.

### 20. század
Az első világháború után a püspökség három államba került:
- a püspöki székhely és 44 plébánia Romániába;
- 44 plébánia Csehszlovákiába;
- a Fehérgyarmati esperesség Magyarországra.

Ezt követően többször változott az egyházmegye státusa: előbb 1930-ban, a Szentszék és a román állam között megkötött konkordátum alkalmával Szatmár-Nagyváradi egyházmegye néven (közvetlenül a Szentszéknek alárendelve) egyesítették a váradi egyházmegyével, de 1940-ben újra szétválasztották (ekkor Észak-Erdély visszacsatolása révén újraegyesült a történelmi egyházmegye), 1948-ban viszont újra egyesítették (de már ki sem neveztek püspököt az élére). A kommunista állam hamarosan egyoldalúan felmondta a konkordátumot, hivatalosan nem ismerte el az egyesített egyházmegyét sem.
A második világháború páratlanul nagy veszteségeket okozott az egyházmegyének. Nemcsak a háború évei alatt katonaként elesett, vagy a bombázások során elhunyt civil, illetve zsidó származásuk miatt elhurcolt híveit vesztette el a háború miatt, de megfogyatkozott német híveinek a tábora is (a szatmári svábok a püspökség legbuzgóbb hívei voltak hagyományosan, akik számos püspököt adtak az egyházmegyének). Öt német falu népe teljes egészében áttelepült Németországba, papjával együtt, majd további 16 pap és az egyházmegye számos más híve követte őket. Ők végleg távoztak az egyházmegyéből.
A világháború után a négy részre szakadt egyházmegye romániai részére a híveknek csak egy töredéke került, és közülük is hamarosan, 1945-ben deportálták a még megmaradt sváb lakosság tetemes részét (több ezer hívőt). Az egyházmegye területe a következő országok közt oszlott fel:
- Romániában maradt 55 plébánia és a püspöki székhely;
- a Szovjetunióba került 40 plébánia (kárpátaljai plébániák, melyek a rendszerváltozás óta Ukrajna részét képezik);
- Csehszlovákiához került 13 plébánia (ma Szlovákia);
- Magyarországhoz került 27 plébánia.

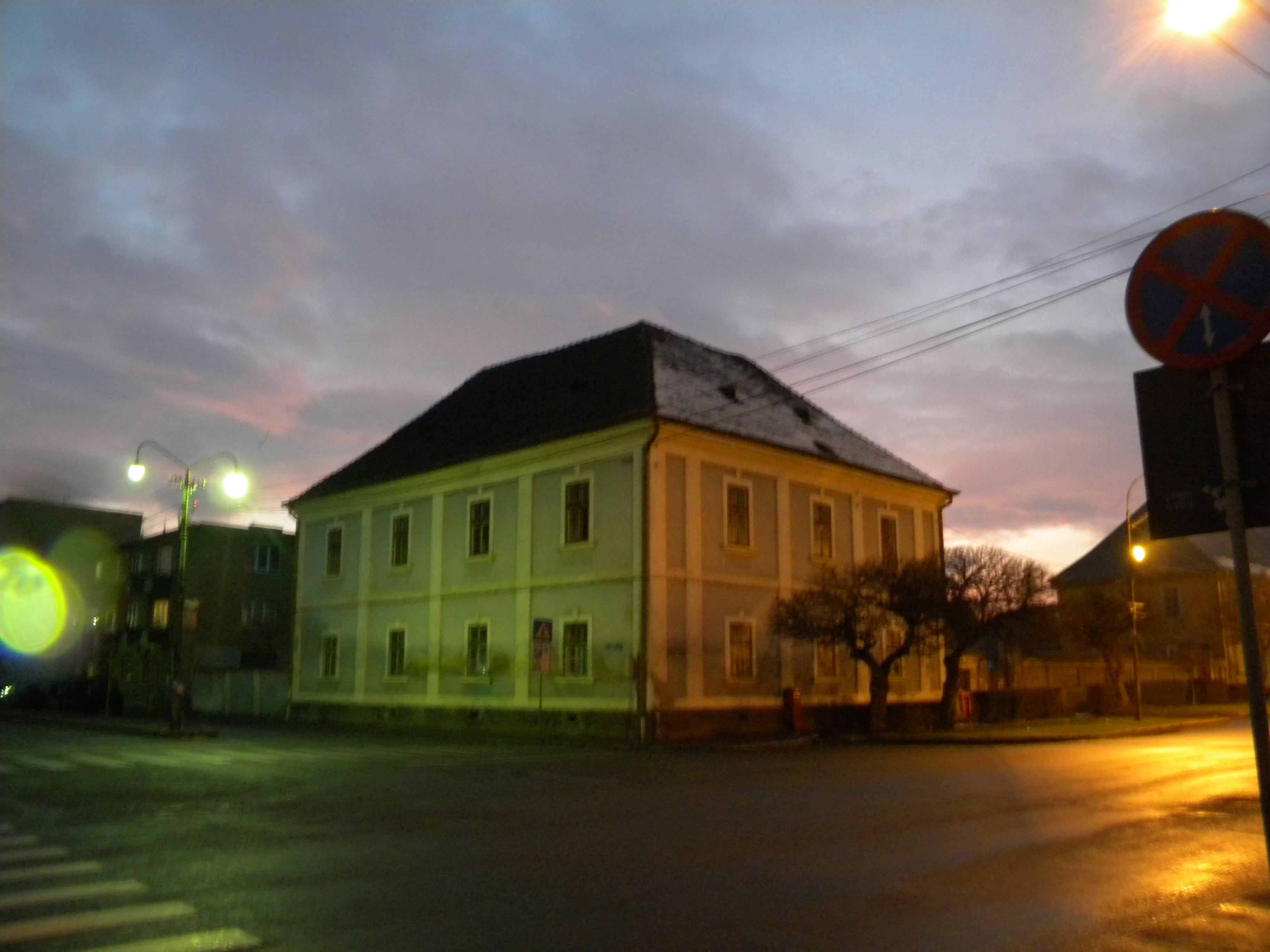
Az egyik kanonokház a püspöki palotával szemközti oldalon)

A kommunizmus évtizedei alatt nem neveztek ki püspököt az egyházmegye élére. A gyakorlatilag folyamatos válsághelyzetre való tekintettel a Szentszék 1948-ban kiadott egy rendelkezést, melynek értelmében az „akadályoztatott” (gyakorlatilag kommunista börtönökbe elhurcolt) püspököket általuk megnevezett ordináriusok helyettesítsék. Minden püspök három helyettest nevezhetett meg (arra az esetre, ha helyettesüket is börtönbe hurcolnák).
Az 1950-ben kényszerlakhelyre ítélt, majd bukaresti, máramarosszigeti és jilavai börtönjilavai börtönökben meghurcolt (és a jilavai megsemmisítő börtönben elhunyt) Scheffler János vértanú-püspök elsőként Czumbel Lajost nevezte meg az internálása előtti estén. Miután azonban Czumbel Lajost is öt évre börtönbe vetette a kommunista vezetés, helyét a másodikként megnevezett Szvoboda Ferenc titkos ordinárius vette át, szabadulásáig. Ezt követően apostoli kormányzó állt az egyházmegye élén, Sipos Ferenc személyében, a rendszerváltozásig.

### A rendszerváltás után
A rendszerváltást követően a Szentszék mind a szatmári, mind pedig a nagyváradi püspökség élére saját megyés püspököket nevezett ki. A szatmári egyházmegye élére Reizer Pál megyés püspököt nevezték ki 1990. március 14-én. Felszentelése ugyanezen év május 1-jén történt meg a püspöki székesegyházban. Őt 2002. április 18-án bekövetkezett halála után előbb Ardai L. Attila egyházmegyei kormányzó váltotta fel ideiglenesen, majd 2003. április 30-án II. János Pál pápa új szatmári püspököt nevezett ki Schönberger Jenő személyében, akit ugyanezen év június 21-én szenteltek az egyházmegye főpásztorává a szatmárnémeti római katolikus székesegyházban.

## Szervezet

### Az egyházmegyében szolgálatot teljesítő püspökök
| Fénykép | Név, beosztás                  | Születési helye, ideje                 | Kinevezés dátuma                          |
| ------- | ------------------------------ | -------------------------------------- | ----------------------------------------- |
|         | Schönberger Jenő megyés püspök | Túrterebes, 1959. június 18. (65 éves) | szatmári megyés püspök: 2003. április 30. |

#### A "három alapító" és az egyházmegye nagyjai

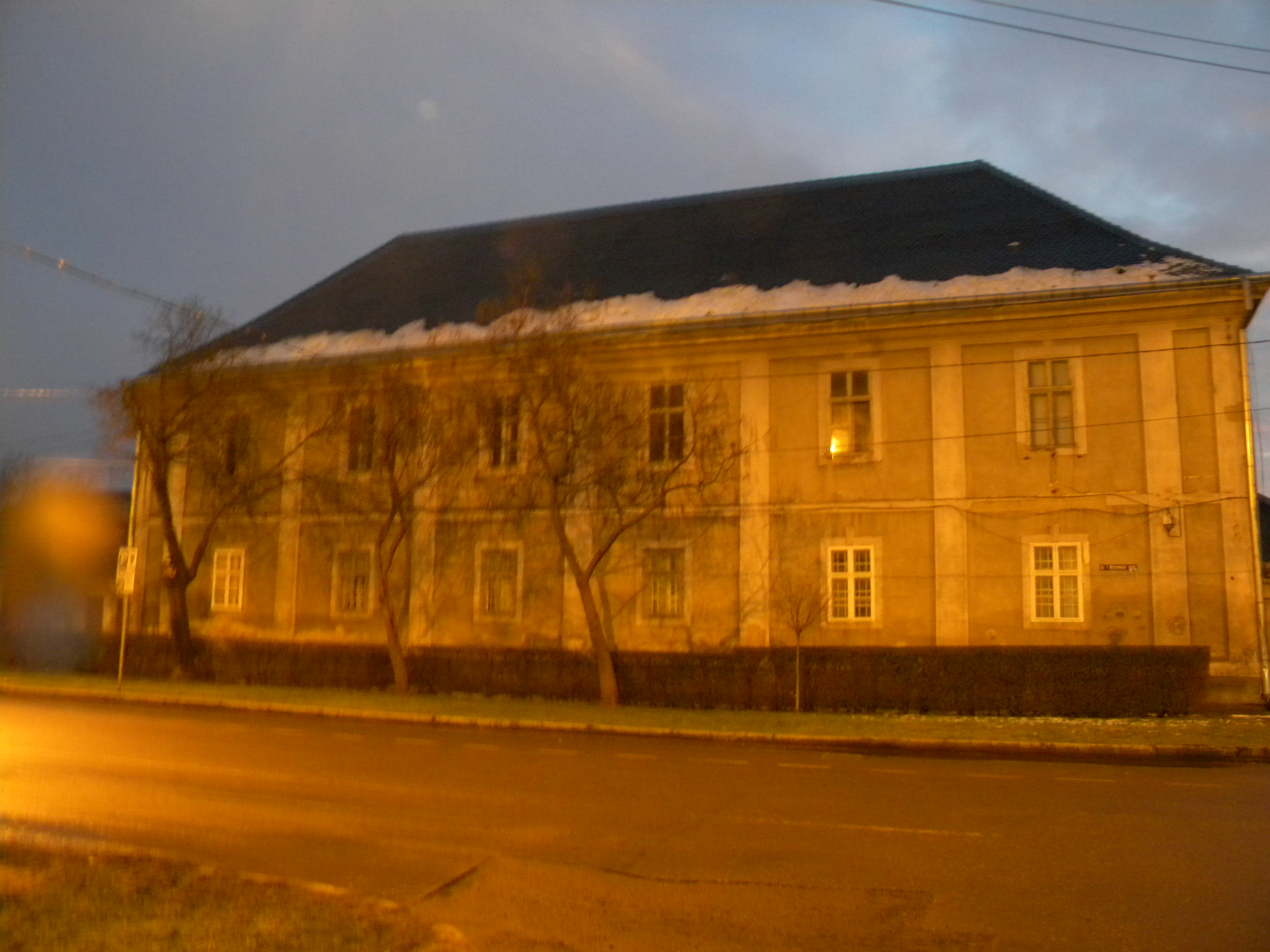
Kanonokpalota a püspöki palotával szemben

Az egyházmegyében (és Szatmárnémeti városban) kifejtett hatalmas munkájukért az alapító báró Fischer István mellett a megtisztelő "második alapító" illetve "harmadik alapító" megnevezéssel szokás említeni Hám János és Boromisza Tibor püspököket. Hám János nevét viseli a város római katolikus középiskolája is.
Rajtuk kívül Meszlényi Gyulát, a nagy adakozót szokás kiemelni a püspökök sorából. Az ő nevéhez fűződik Szatmárnémeti emblematikus látványosságának, a Tűzoltótorony megépíttetése is. Nevét viseli a püspöki képtár.
Scheffler János erkölcsi nagysága, vértanúsága folytán szintén az egyházmegye történetének nagy alakja. Boldoggá avatása folyamatban van, akárcsak az egyházmegyét apostoli kormányzóként vezető Márton Áron gyulafehérvári püspöké.
Scheffler János nevét viseli a Ft. és Nm. Reizer Pál által létrehozott lelkipásztori központ.
Az egyházmegye rendszerváltás utáni történetét illetően Reizer Pál püspök újjáépítő szerepét szokás kiemelni. Püspöksége idején két katolikus középiskola (a szatmárnémeti és a nagykárolyi), egy bentlakás, a lelkipásztori központ, és számos más intézmény jött létre (vagy alakult újjá).

### Területi beosztás

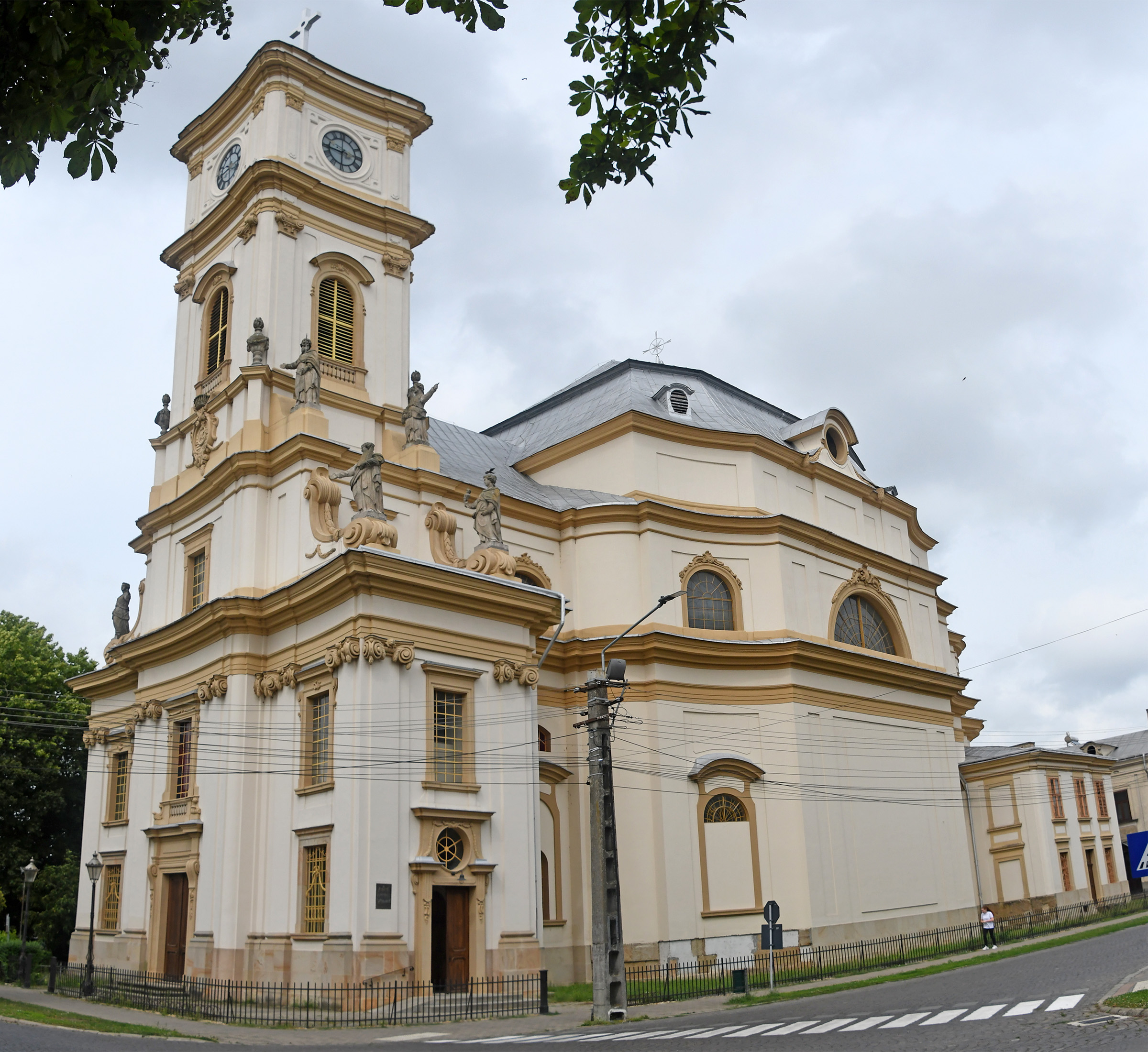
A Kalazanci Szent József-templom Nagykárolyban, a nagykárolyi főesperesség központja

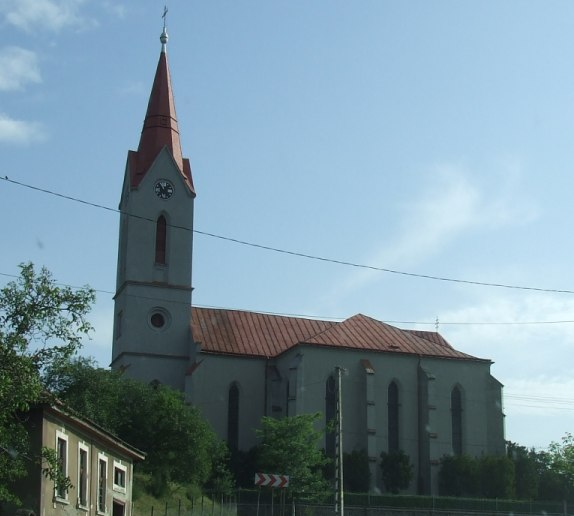
Az erdődi római katolikus templom (erdődi esperesség)

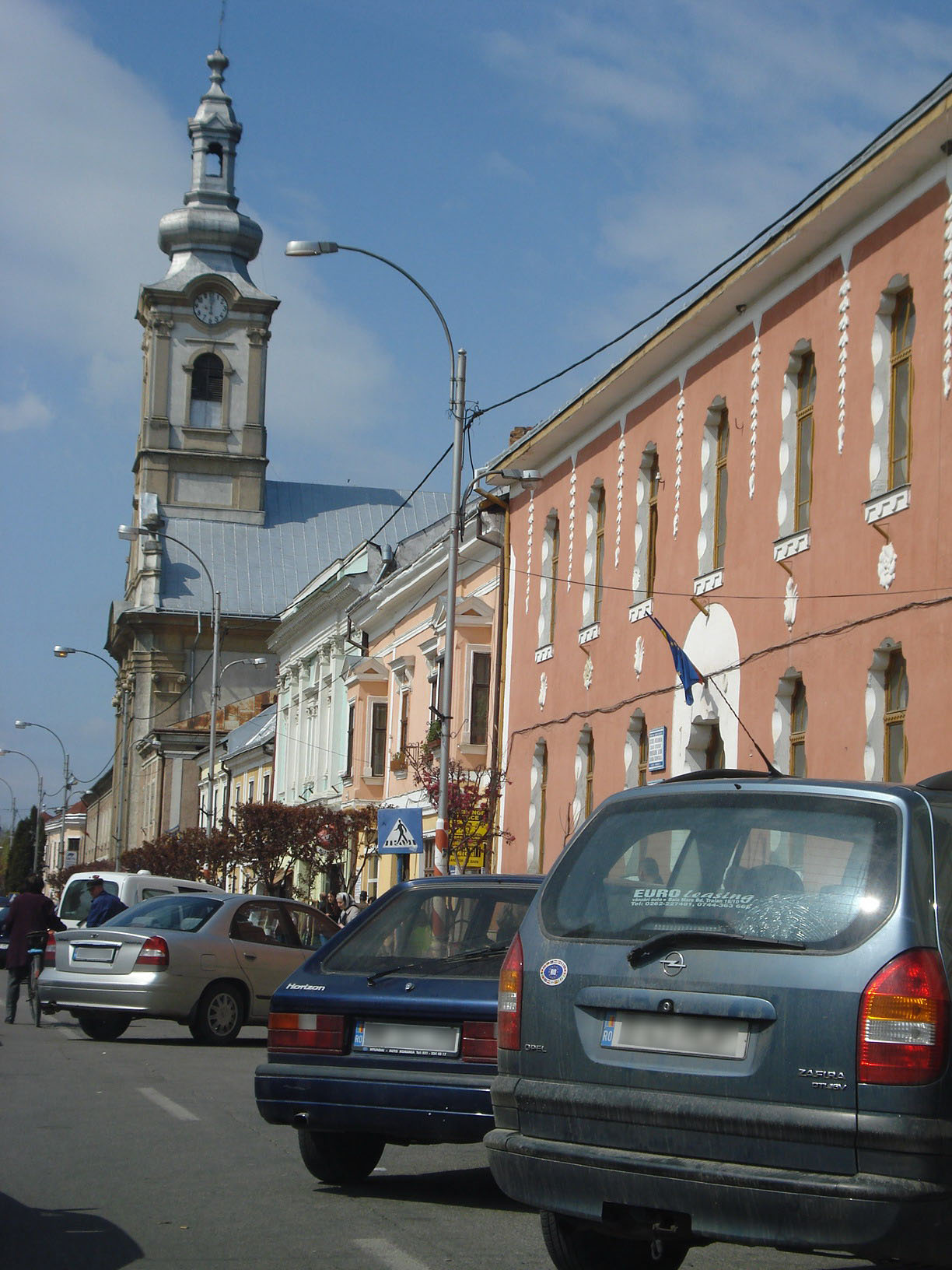
A máramarosszigeti Borromeo Szent Károly templom (máramarosszigeti esperesség)

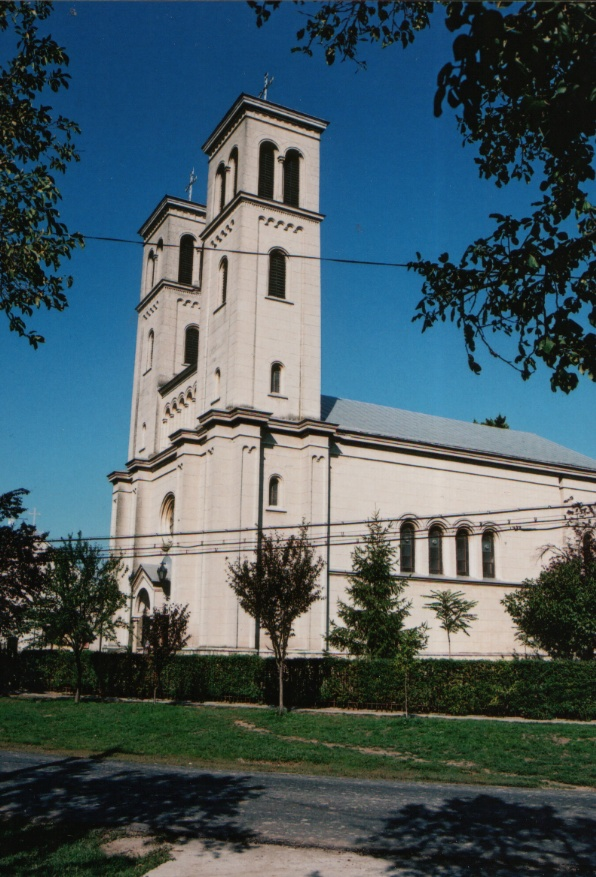
A kaplonyi római katolikus templom

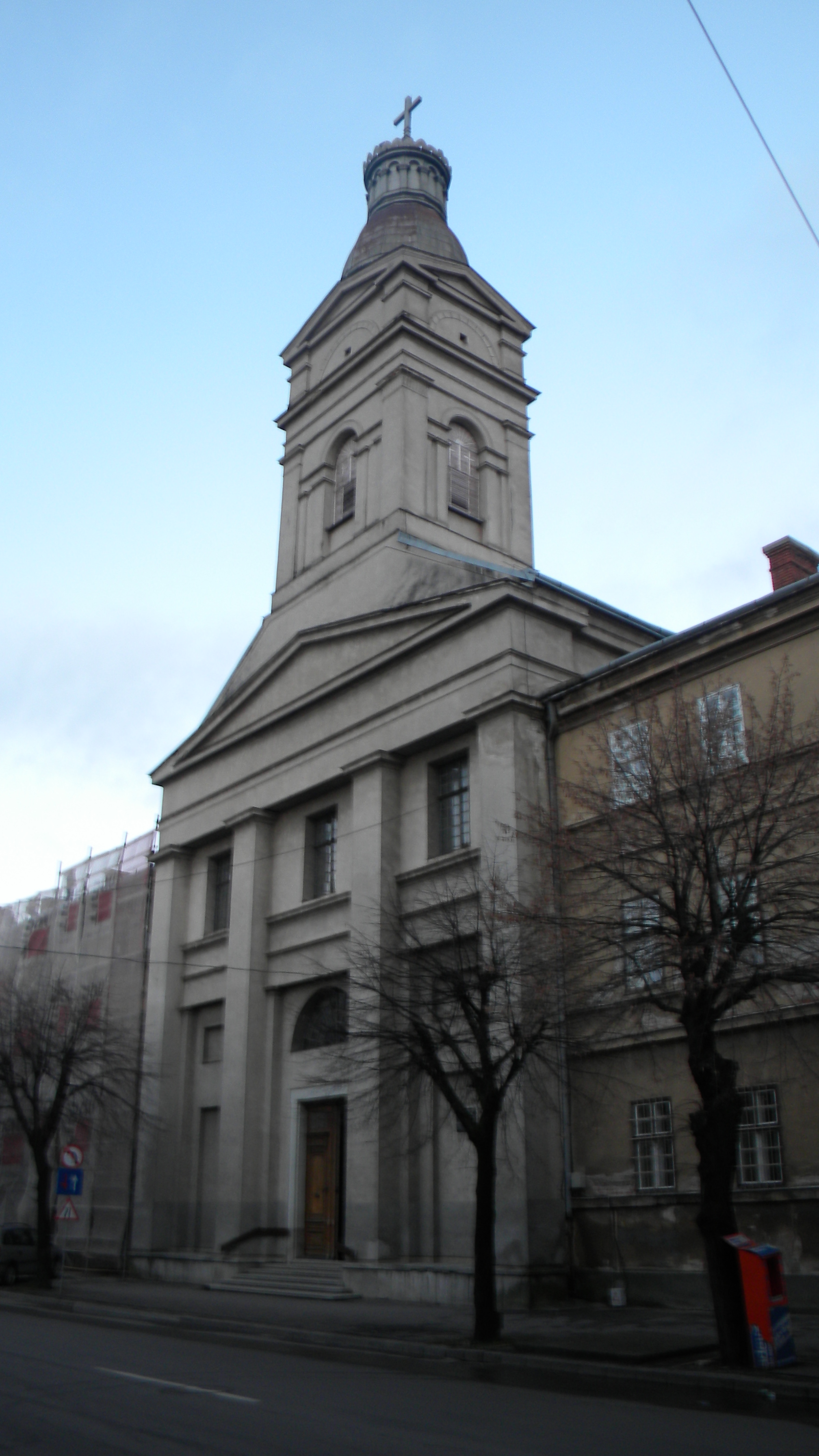
A Szatmári Irgalmas Nővérek zárdatemploma Szatmárnémetiben

- I. SZATMÁRI FŐESPERESSÉG (főesperes: Hársfalvi Ottó, általános helynök):[2]
  - Szatmári esperesi kerület:
    - Szatmárnémeti – Székesegyházi plébánia
    - Szatmárnémeti – Zárda templom
    - Szatmárnémeti – Kálvária templom, német és román nyelvű személyi plébánia
    - Szatmárnémeti – Szent János plébánia
    - Szatmárnémeti – Szent Antal plébánia
    - Batiz
    - Lázári
    - Mikola
    - Szamosdara

  - Ugocsai esperesi kerület (kerületi esperes: Ilyés Csaba):
    - Túrterebes
    - Halmi
    - Józsefháza
    - Kökényesd
    - Lajosvölgyihuta
    - Sárközújlak
    - Avasfelsőfalu

  - Erdődi esperesi kerület (kerületi esperes: Melega Péter):
    - Szatmárnémeti – Kis Szent Teréz plébánia
    - Szatmárnémeti – Szent Család plébánia
    - Szatmárnémeti – Szentlélek plébánia
    - Erdőd
    - Krasznabéltek
    - Krasznaterebes
    - Nántű
    - Színfalu
    - Alsóhomoród
    - Szakasz
    - Nagyszokond
    - Krasznasándorfalu
- II. NAGYKÁROLYI FŐESPERESSÉG (Főesperes: Reszler Mihály):
  - Nagykároly I. esperesi kerület:
    - Nagykároly – Kalazanci Szent József plébánia
    - Nagykároly – Fatima Szűz Mária plébánia
    - Börvely
    - Csanálos
    - Kaplony
    - Kálmánd
    - Mezőfény

  - Nagykároly II. esperesi kerület:
    - Nagykároly – Szentlélek plébánia
    - Csomaköz
    - Kisdengeleg
    - Mezőpetri
    - Mezőterem
    - Nagymajtény
    - Szaniszló
- III. MÁRAMAROSI FŐESPERÉSSÉG (főesperes: Szinovácz György):
  - Nagybányai esperesi kerület (kerületi esperes: Lieb József):
    - Nagybánya – Szentháromság plébánia
    - Nagybánya – Krisztus Király plébánia
    - Nagybánya – Árpád-házi Szent Erzsébet plébánia
    - Nagybánya – Szent József plébánia
    - Nagybánya – Assisi Szent Ferenc plébánia
    - Felsőbánya
    - Láposbánya
    - Szinérváralja

  - Máramarosszigeti esperesi kerület:
    - Máramarossziget
    - Aknasugatag
    - Borsabánya
    - Felsővisó
    - Rónaszék
    - Nagybocskó
    - Hosszúmező

## Az egyházmegye székesegyháza
A püspöki székesegyház a Szatmárnémetiben található, Krisztus Mennybemeneteléről elnevezett katedrális. 1768-ban kezdték építeni klasszicizáló barokk stílusban. Végleges alakját a 19. század harmincas éveiben érte el – ezen átalakítások következtében válik homlokzata klasszicista stílusúvá (korinthoszi oszlopcsarnok, thimpanon stb.), míg belső terében a barokk elemek vannak túlsúlyban. Főoltárképét (Krisztus mennybemenetele) Pesky József, kupolafestményét (A tizenkét éves Jézus a templomban) Reidler János készítette. Carrarai márvány főoltára Tomán Félix munkája. Orgonája a megye egyik legnagyobb és legszebb darabja (1925-ben készült). Két sekrestyéje a szentély két oldalán található, egyikük ad átmenetileg otthont a felbecsülhetetlen értékű püspöki képtárnak. A székesegyház alatt található kriptában nyugszanak Szatmár püspökei, Reizer Pál kivételével (a 2002-ben elhunyt püspököt végakarata szerint a papok közé temették a katolikus temetőben).

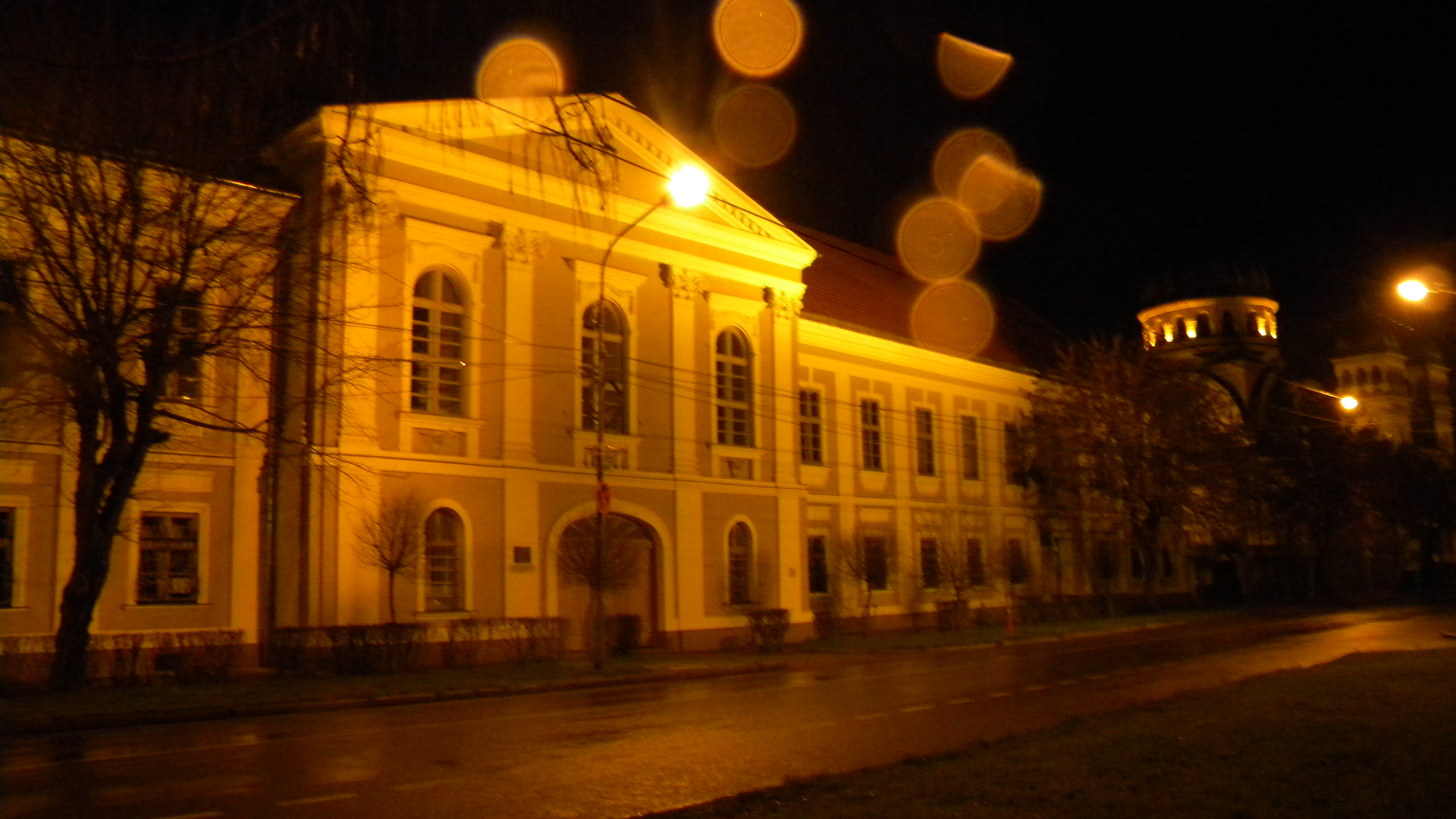
A püspöki palota főhomlokzata éjszaka

## A püspöki palota
A püspöki palota Szatmárnémeti fontos látványossága (1804-1840 között épült, ez alatt többször átépítették, 1851 óta szolgál a püspökök rezidenciájaként). Az épületegyüttes klasszicista stílusú, magában foglalja az egykori Püspöki Levéltár és az egykori Papnevelő Intézet szárnyait is (ma a Hám János Római Katolikus Iskolaközpont használja ezeket a szárnyakat). Legjelentősebb látnivaló a palotában lévő Püspöki Kápolna, mely nem nyilvános, de látogatható műemlék. Nem csak gipszkazettás mennyezete, szibériai topolyfa-padlózata és padjai, de oltára is híressé tette. A kápolna oltárát az erdődi vár kápolnájából hozatta át Szatmár püspöke. Ez előtt az oltár előtt esküdött örök hűséget Petőfi Sándor és Szendrey Júlia.

## Szomszédos egyházmegyék
- Nagyváradi római katolikus egyházmegye (délnyugat)
- Debrecen-Nyíregyházi egyházmegye (nyugat)
- Munkácsi római katolikus egyházmegye (észak)
- Lvivi római katolikus főegyházmegye (északkelet)
- Jászvásári egyházmegye (kelet)
- Gyulafehérvári főegyházmegye (dél)